# Hôtel de Sanhard
L'hôtel de Sanhard est un monument situé dans la ville du Puy-en-Velay dans le département de la Haute-Loire.

## Histoire
La façade sur rue est inscrite au titre des monuments historiques par arrêté du 23 septembre 1949.
Le bâtiment est aujourd'hui la propriété de M.Gilles Berodier, artiste plasticien, et accueille une Fondation d'art contemporain, dite Fondation Emmanuel Charolles.